# Evanghelia după Marcu
Evanghelia după Marcu este ca poziție a doua evanghelie în canonul Noului Testament, publicată anonim; în manuscrisele antice poartă inscripția «după Marcu». Ea este astfel o scriere pseudonimă. Biblia a fost scrisă preponderent de anonimi. Această evanghelie nu susține că ar fi fost scrisă de martori direcți la evenimentele relatate și nu a fost scrisă de martori.
Faptul că evanghelia după Marcu este cea mai veche evanghelie întrunește consensul exegezei contemporane.
Exegeții germani Gerd Theißen (evanghelic) și Ingo Broer (catolic) consideră că evanghelia după Marcu a fost redactată după anul 70, adică după distrugerea Templului din Ierusalim de către romani, fapt receptat în capitolul 13 al evangheliei. Exegeții Eduard Lohse (evanghelic) și Peter Dschulnigg (catolic) datează textul evangheliei în timpul marii revolte a evreilor, adică la scurt timp înaintea anului 70. Profesorul Martin Hengel (evanghelic) a datat textul în anul 69.
Evanghelia după Marcu a fost scrisă în opinia exegetului american Brown între anii 68 și 73, iar în opinia lui Harris a fost scrisă între anii 65 și 70. Comparând datele probabile ale scrierii ei cu datele probabile ale scrierii celorlalte evanghelii canonice, rezultă că Evanghelia după Marcu a fost scrisă cea dintâi dintre ele.

## Autorul
Savanții moderni ai Bibliei (adică cei mai mulți savanți critico-istorici) au ajuns la concluzia că Evanghelia după Marcu a fost scrisă de un autor anonim și nu de Marcu. De exemplu: autorul Evangheliei după Marcu știa foarte puține despre geografia Palestinei (se pare că nu a vizitat-o niciodată), „era foarte departe de a fi țăran sau pescar”, nu cunoștea obiceiurile evreiești (adică din Palestina), și era probabil „un evreu elenizat care trăia în afara Palestinei”. Mitchell Reddish admite că numele autorului ar fi putut fi Marcu (făcând ca Evanghelia să fie posibil omonimă), dar identitatea acestui Marcu este necunoscută. În mod similar, „Francis Moloney sugerează că autorul a fost cineva pe nume Marcu, deși poate nu era niciunul dintre cei numiți Marcu menționați în Noul Testament”. Routledge Encyclopedia of the Historical Jesus adoptă aceeași abordare: numele lui era Marcu, dar oamenii de știință nu au căzut de acord despre cine a fost acest Marcu.

## Locul și data compoziției textului
Cât privește locul compoziției Evangheliei, ipotezele sunt împărțite: Galileea, Decapolis, Tir și Sidon, Siria. Cel mai probabil însă este Roma.
 
Numai această localizare oferă posibilitatea de răspunsuri valide la întrebări precum: 
 
- de ce tradiția ulterioară a susținut legătura strânsă între Evanghelia după Marcu și predica lui Petru la Roma? 
 
- cum altfel pot fi explicate „latinismele” ce se întâlnesc în această Evanghelie? (cf. spre ex. Marcu 12:42)
 
- fără această ipoteză nu poate fi explicată răspândirea rapidă a scrierii atât ca text canonic sub autoritatea importantei Biserici Romane, cât și prioritatea lui Marcu în problema sinoptică (adică preluarea unor pasaje din Marcu în mai vastele  evanghelii ale lui Matei și Luca).
Ca dată a redactării Evangheliei se acceptă cvasi unanim anul 70 e.c., deși odată cu descoperirea fragmentului 7Q5 (Evanghelia lui Marcu prezentă în „biblioteca” de al Qumran), data acestei Evanghelii a fost și mai este încă discutată. 
 
Cei care susțin anul 70 ca an al redactării finale a Evangheliei pornesc de la referința din Marcu 12:9 și Marcu 13:2-8 cu privire la iminenta distrugere a Ierusalimului și propun o dată imediat precedentă evenimentului, când soarta războiului iudaic împotriva dominației romane lăsa deja să se prevadă catastrofa.
Din cauza cunoașterii precare a geografiei Palestinei, este improbabil că vreunul din evangheliști ar fi vizitat vreodată Palestina.
Conform The New Oxford Annotated Bible (2018) „În general, savanții sunt de acord că Evangheliile au fost scrise de la patruzeci până la șaizeci de ani după moartea lui Isus.”

## Structura narativă și teologică
Spre deosebire de celelalte două evanghelii sinoptice (Matei și Luca), textul evangheliei lui Marcu nu începe cu descrierea nașterii lui Isus din Nazaret, ci direct cu evocarea botezului lui Ioan Botezătorul. Isus din Nazaret se duce la râul Iordan și se lasă botezat de Ioan, după care își începe drumul (misiunea). În felul acesta evanghelia după Marcu se evidențiază ca un itinerar care duce la descoperirea profundă și tainică a identității lui Isus.
Marcu nu-l numește niciodată pe Isus „Dumnezeu”, nu susține că Isus a existat înainte de viața lui pământească, se pare că Marcu crede că Isus a avut o descendență umană și o naștere normală și nu încearcă să-i traseze strămoșii până la Regele David sau Adam; evanghelia se încheia inițial la Marcu 16:8 și nu avea nicio post-apariție de înviere, deși Marcu 16:7, în care tânărul descoperit în mormânt le instruiește pe femei să spună „ucenicilor și lui Petru” că Isus îi va revedea în Galileea, indică faptul că autorul cunoștea tradiția.
Primul ciclu narativ (Marcu 1:2-8:30), 

prima secțiune (Marcu 1:2-3:12) este marcat, progresiv, de intrebările cu privire la identitatea lui Isus (cf. Marcu 1:27; Marcu 2:7; Marcu 4:14-16; Marcu 8:27; Marcu 8:29). 
 
După o scurtă introducere asupra misiunii lui Ioan Botezătorul, asupra Botezului lui Isus și asupra ispitirii lui (Marcu 1:2-13), prezintă proclamarea Evangheliei în Galileea (Marcu 1:14-15; Marcu 1:39), chemarea și răspunsul primilor ucenici (Marcu 1:16-20) și învățătura făcută cu gesturi puternice și noi (cf. Marcu 1:21-45), cărora li se contrapune contestarea autorității lui Isus, refuzul noutății persoanei sale (Marcu 2:1-3:6). 

a doua secțiune (Marcu 3:13-6:5), este dedicată îndeosebi alegerii celor 12 Apostoli (Marcu 3:13-19) și constituirii grupului de ucenici ca adevărata familie a lui Isus, în opoziție cu necredincioșii (Marcu 3:20-35). 
 
Lor le este rezervată o formare aparte, prin explicarea parabolelor (Marcu 4:1-34), revelarea lui Isus pe apa Lacului (Marcu 4:35-41), prezentarea pildelor de credință (Marcu 5:21-34). 

a treia secțiune (Marcu 6:6-8 ,Marcu 6:21) cuprinsă în întrebarea: «cine este Isus?» (Marcu 6:14-16; Marcu 8:27-30) este caracterizată de înmulțirea pâinilor (Marcu 6:33-44; Marcu 8:1-10) și de revenirea acestei teme a pâinii (Marcu 6:52; Marcu 7:2; Marcu 7:5; Marcu 7:28; Marcu 8:14; Marcu 8:16; Marcu 8:19-20), temă care îl manifestă pe Isus ca Mesia escatologic care – prin darul pâinii euharistice – adună poporul lui Dumnezeu atât dintre fiii/restul lui Israel cât și dintre păgâni (Marcu 8:1-10). 
 
Ucenicilor care nu înțeleg (Marcu 6:52; Marcu 8:14-21), Isus le deschide ochii credinței (Marcu 8:22-26) ca – în cele din urmă – să-l poată mărturisi ca Mesia (Marcu 8:27-30).
În cel de-al doilea ciclu narativ (Marcu 8:31-15:39) Isus ia și mai evident inițiativa de a-i instrui pe ucenici (Marcu 8:31). 
 
într-o primă secțiune, în timp ce-i „pe cale” (Marcu 8:27; Marcu 9:33-34; Marcu 10:17) spre Ierusalim (Marcu 10:32), prezice ucenicilor săi, care „nu înțeleg”, de trei ori pătimirea și învierea sa și-i instruiește cu privire la exigențele și condițiile urmării sale (Marcu 8:31-9:1; Marcu 9:31-35; Marcu 10:32-45). 
 Un orb vindecat devine ucenicul exemplar care-l urmează pe calea crucii (Marcu 10:46-52). 
 în a doua secțiune (Marcu cap. 11, cap. 12, cap. 13), Isus este la Ierusalim, cu precădere în Templu (Marcu 11:1; Marcu 11:15; Marcu 11:27; Marcu 13:1; Marcu 13:3), unde se înfruntă cu adversarii săi pe tema identității sale de Mesia din neamul lui David (Marcu 11:27-12:12; Marcu 12:35-37) și a raportului său cu Dumnezeu Tatăl (Marcu 12:13-34). 
 
Tot Templul din Ierusalim este locul unde proclamă marele discurs escatologic (Marcu cap. 13). 
 ultima secțiune (Marcu 14:1-15:39) relatează evenimentele pregătitoare și Pătimirea : Isus apare ca Mesia condamnat (Marcu 14:53-65) și renegat (Marcu 14:66-72), ca «rege al Iudeilor» refuzat și batjocorît (Marcu 15:33-39).

## Epilogul
În epilog (Marcu 15:40-16:8), femeile apar ca ucenici exemplari care îi urmăresc și îi observă atent moartea și înmormântarea (Marcu 15:40-47) și primesc cu teamă reverențioasă și silențioasă vestea Învierii lui (Marcu 16:1-8).
Concluzie: în întregimea sa, Evanghelia după Marcu, reprezintă parcursul oferit credincioșilor ca să descopere progresiv misterul lui Isus și să se dispună a-l urma pe calea lui.

## Versetele apocrife de la sfârșitul Evangheliei după Marcu
Multe ediții (traduceri) ale Bibliei conțin versetele Marcu 16:9-20. Conform cu New International Version, o populară traducere a Bibliei în limba engleză, cele mai de încredere manuscrise și alte izvoare străvechi nu includ aceste versete. Nici cea mai veche Biblie din lume, Codex Sinaiticus, nu cuprinde aceste versete adăugate ulterior de copiști creativi Evangheliei după Marcu. Evanghelia după Marcu nu menționează Învierea Mântuitorului, ci doar faptul că un tânăr afirmă că Isus a înviat, iar femeile care-I vizitează mormântul găsesc mormântul gol. Numai versetele apocrife Îl descriu pe Isus înviat.

## Comunitatea lui Marcu
Marcu se adresează unei comunități mixte: creștini dintre iudei și dintre păgâni. 
 În această comunitate este evident interesul pentru misiunea universală de vestire a Evangheliei (cf. Marcu 13:10; Marcu 14:9). 
 Comunitatea este însă umbrită de două probleme: 
 1) este expusă posibilei, ba evidentei persecuții (Marcu 13:9; Marcu 9:13), drept care evanghelistul o îndeamnă la disponibilitate chiar pentru martiriu (Marcu 8:34-9:1); 
 2) trăiește în condiții de grea «încercare» (Marcu 4:17; Marcu 10:30; Marcu 13:19), suferință provenind de la ruptura cu restul societății păgâne: exigență de bază a existenței creștine. O comunitate astfel încercată așteaptă în mod apocaliptic sfârșitul și revenirea imediată a lui Christos. Marcu o pune în gardă să persevereze (Marcu 13:13), ca să nu lege iminenta distrugere a Ierusalimului cu sfârșitul lumii (Marcu 13:7-8) și să nu se lase derutată de false preziceri asupra venirii lui Mesia (Marcu 13:5; Marcu 13:21-23). 
 Domnul va veni pe neașteptate (Marcu 13:35-36) asemeni țăranului care, dintr-o dată pune mâna pe seceră pentru simplu motiv că recolta este matură (Marcu 4:26-29), dar mai întâi trebuie să se realizeze evanghelizarea tuturor neamurilor (Marcu 13:10). În acest timp este absolut de trebuință ca ei să trăiască în veghere (Marcu 13:37; Marcu 14:34; Marcu 14:38) și în fidelitate față de voința Domnului.